# Erehtejon
Erehtejon ali Erehteum (stara grščina: Ἐρέχθειον, moderna grščina: Ερέχθειο) je antični grški tempelj na severni strani Akropole v Atenah v Grčiji, ki je bil posvečen Ateni in Pozejdonu.

## Arhitektura
Tempelj, kot ga vidimo danes, je bil zgrajen med letoma 421 in 406 pred našim štetjem. Njegov arhitekt je bil morda Mnezikles. Ime izvira iz svetišča, posvečenega legendarnemu grškemu junaku Erehteju. Kipar in kamnosek strukture je Fidija, ki je bil zaposlen pri Perikleju in skrbel za gradnjo Erehtejona in Partenona. Nekateri menijo, da je bi bil zgrajen v čast legendarnega kralja Erehteja, ki naj bi bil pokopan v bližini. Erehtej je bil omenjen v Homerjevi Iliadi kot velik kralj in vladar Aten v antičnem obdobju. Erehtej in junak Erehtonij sta pogosto sinkretični imeni. Domnevajo, da je današnji tempelj zamenjava za Pejzistratov tempelj Atene Palade, ki so ga uničili Perzijci 480 pred našim štetjem. 
Potreba, da se ohrani več sosednjih svetišč, verjetno pojasnjuje zapleteno obliko. Glavna struktura je sestavljena iz do štirih predelkov, največji med njimi je cela na vzhodu z jonskim portikom na vzhodni strani. Drugo razmišljanje  je, da bi morala biti celotna notranjost na nižji ravni in vzhodni portik, ki se uporablja za dostop do velikega oltarja Atene Palade čez balkon in po stopnicah, tudi  javna razgledna ploščad.
Tempelj leži na pobočju, tako sta zahodna in severna stranica približno 3 m nižji od stranic na jugu in vzhodu. Zgrajen je bil iz marmorja z gorovja Pentelik s frizi iz črnega apnenca iz Elevzine, ki so nosili skulpture, izvedene v reliefu v belem marmorju.  Imel je dokončno izoblikovana izrezljana vrata in okna, njegovi stebri so bili bogato okrašeni (bolj kot je danes vidno); bili so poslikani, pozlačeni in poudarjeni s pozlačenim bronom in večbarvnimi vložki steklenih biserov. Stavba je znana po prvih primerih ornamentov jajčevnika (jonski kimation) in s črtnimi okrasnimi letvami (pleteničasti friz).   Theory of Mouldings, stran 22, J. H. Janson 1926 ima podrobne risbe nekaterih dekoracij.

### Portik s kariatidami
Na severni strani je še en velik portik s šestimi jonskimi stebri, na jugu pa znameniti "portik deklet" s šestimi draperiranimi ženskimi figurami (kariatidami) kot podpornimi stebri. Portik je bil zgrajen, da bi prikril velikanski 15 čevljev velik nosilec, potreben za podporo jugozahodnemu kotu nad Kekropsom, a je bila stavba močno zmanjšana, ker so potrebovali denar za peloponeško vojno.

## Religiozna vloga
Erehtejon je bil povezan z nekaterimi najstarejšimi in svetimi relikvijami Atencev: paladij, ki je bil hoanon (lesena podoba, ki je padla z neba in je ni naredil človek) Atene Palade (zaščitnice mesta); oznake Pozejdonovega trizoba in slane vode ("slano morje"), ki je izhajala iz Pozejdonovega udarca; sveto oljčno drevo, ki je kalilo, ko je Atena udarila ob skalo s svojim kopjem, ko je s Pozejdonom tekmovala za mesto; domnevno grobišče mitoloških kraljev Kekropsa in Erehteja; sveto območje treh Kekropsovih hčera: Herse, Pandrozos in Aglavros in plemenitih junakov Pandarja in Butesa. Drevo oljka je ostalo na zahodni strani Erehtejona, čeprav je ta del v sodobnem času posadila Sofija Pruska, vnukinja kraljice Viktorije, v čast Atencev. 
Vzhodni del zgradbe je bil posvečen Ateni Paladi, zahodni del pa kultu Pozejdona in Erehteja. Ima oltarje Hefajsta in Vutosa, Erehtejevega brata. Po mitu je tam živela Atenina sveta kača. Atenina svečenica iz starodavne družine Eteobutad, njeni člani so domnevno potomci junaka Butesa, jo je krmila z medenim pecivom kanefora. Kača je občasno zavrnila pecivo, kar je bil poguben omen (preroško znamenje). 

## Pozna antika in srednji vek
Erehtejon je bil obsežno popravljen in spremenjen prvič v 1. stoletju pred našim štetjem po katastrofalnem požaru, ki ga je povzročil rimski general Sula. Nedotaknjen Erehtejon je obširno opisal rimski geograf Pavzanias (1.26.5 - 27,3), stoletje po tem, ko je bil obnovljen.  Zgradba je bila v zgodnjem bizantinskem obdobju močno spremenjena, ko se je preoblikovala v cerkev, posvečeno Teotoku (Marija Božja mati). S to spremembo je bilo veliko arhitekturnih značilnosti antične gradnje izgubljenih, tako da je naše vedenje o notranji ureditvi objekta omejeno. Pod Franki je postala palača in v otomanskem obdobju rezidenca harema turškega poveljnika.  

## Sodobni čas
Leta 1801 je eno od kariatid in severni steber na vzhodnem portiku skupaj z delom ogredja odstranil lord Elgin, da bi okrasil svoj škotski dvorec, pozneje pa prodal britanski vladi, ta pa dala Britanskemu muzeju (skupaj s pedimentom in kipi iz friza, vzetih iz Partenona - Elginov marmor). Legenda pravi, da se lahko ponoči sliši jok preostalih petih kariatid, ki jočejo za svojo izgubljeno sestro. Elgin je poskušal odstraniti še drugo kariatido, a so nastale tehnične težave, ko jo je hotel razžagati na koščke. Kip se je razbil in njegove dele so pustili na tleh. Pozneje so ga obnovili s cementom in železnimi palicami. Med grško vojno za neodvisnost so zgradbo bombardirali Turki in jo hudo poškodovali, strop severnega portika je bil uničen in velik del stranskih sten celo razrušen.
Erehtejon so obnavljali od leta 1977 do leta 1988. 
Leta 1979 je bilo pet kariatid preseljenih v stari muzej na Akropoli in so bile nadomeščene in situ z natančnimi replikami. Znanstveniki so leta 2005 popravljali škodo s pomočjo laserskega čiščenja.
Obnova Erehtejona je prejela nagrado Europa nostra. 

## Nedavni dogodki
Ena od teh prvotnih šestih figur, ki jo je lord Elgin odstranil v začetku 19. stoletja, je zdaj v Britanskem muzeju v Londonu. Muzej Akropola ima drugih pet kipov, ki so na kraju samem nadomeščeni z replikami. Pet izvirnih kipov, ki so v Atenah razstavljeni v Novem muzeju Akropole na posebnem balkonu, omogoča obiskovalcem, da si jih ogledajo z vseh strani. Podstavek kariatide, preseljene v London, je še vedno prazen. Od leta 2011 jih čistijo s posebej izdelanim laserskim žarkom, ki odstrani nakopičene saje in umazanijo, ne da bi škodoval marmorni patini. Vsako kariatido očistijo na kraju samem s televizijskim prenosom v živo, ki si ga lahko ogledajo obiskovalci muzeja. Čeprav so kariatide enako visoke in grajene, podobno oblečene in imajo podobne pričeske, se razlikujejo: njihovi obrazi, drža, drapiranje in pričeske so izrezljane različno; tri na levi stojijo na desni nogi, medtem ko tri na desni stojijo na levi nogi. Njihove zapleteno urejene pričeske zagotavljajo statično podporo vratu, ki je najtanjši in strukturno najšibkejši del.
Mednarodni inštitut za konservatorstvo (International Institute for Conservation of Historic and Artistic Works - IIC) na Dunaju je Muzej Akropola nagradil za njihov inovativni program ohranjanja in restavriranja kariatid s Keckovo nagrado 2012.